# Merklín (Plzeň)
Merklín é uma comuna checa localizada na região de Plzeň, distrito de Plzeň-jih.

## Galeria

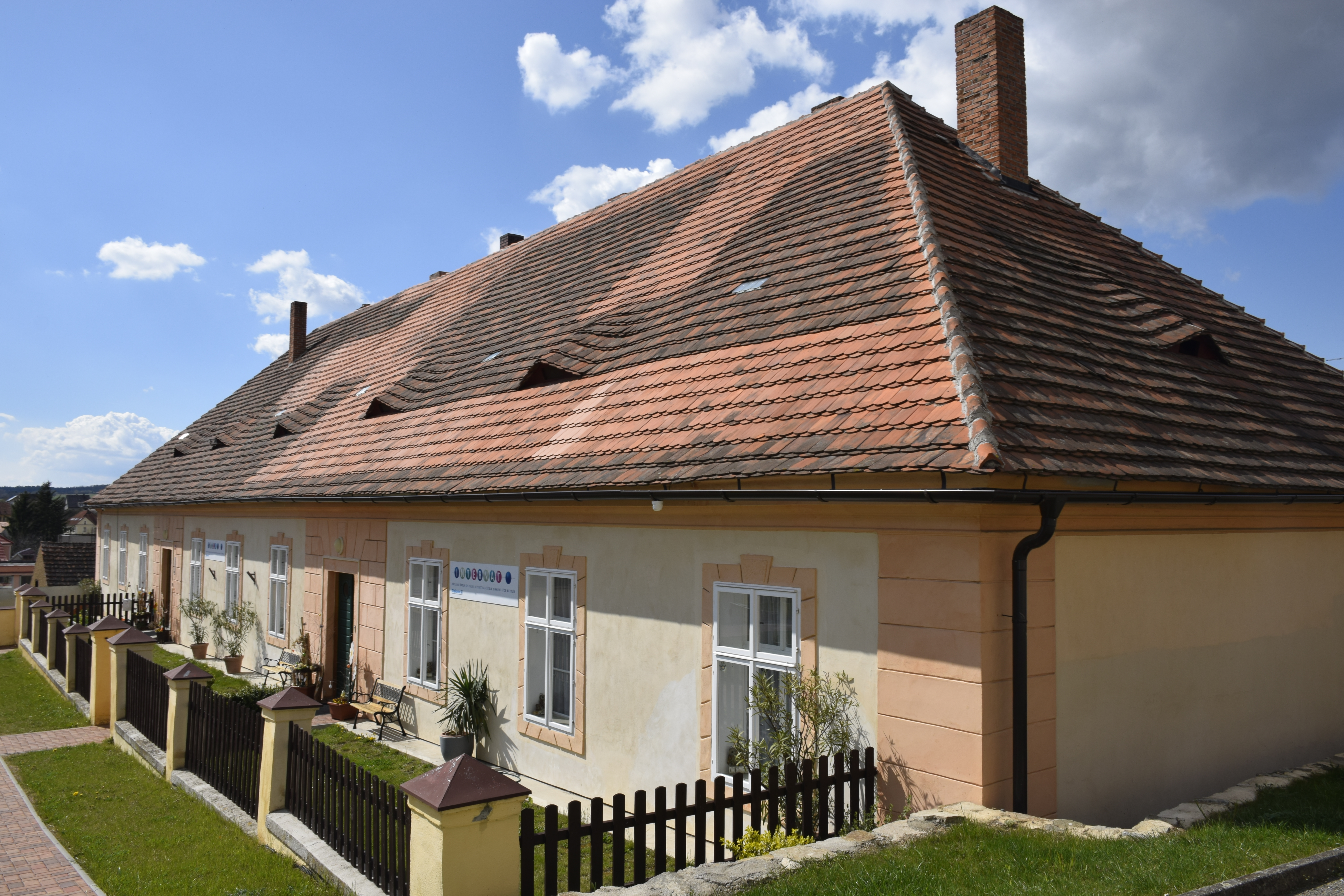
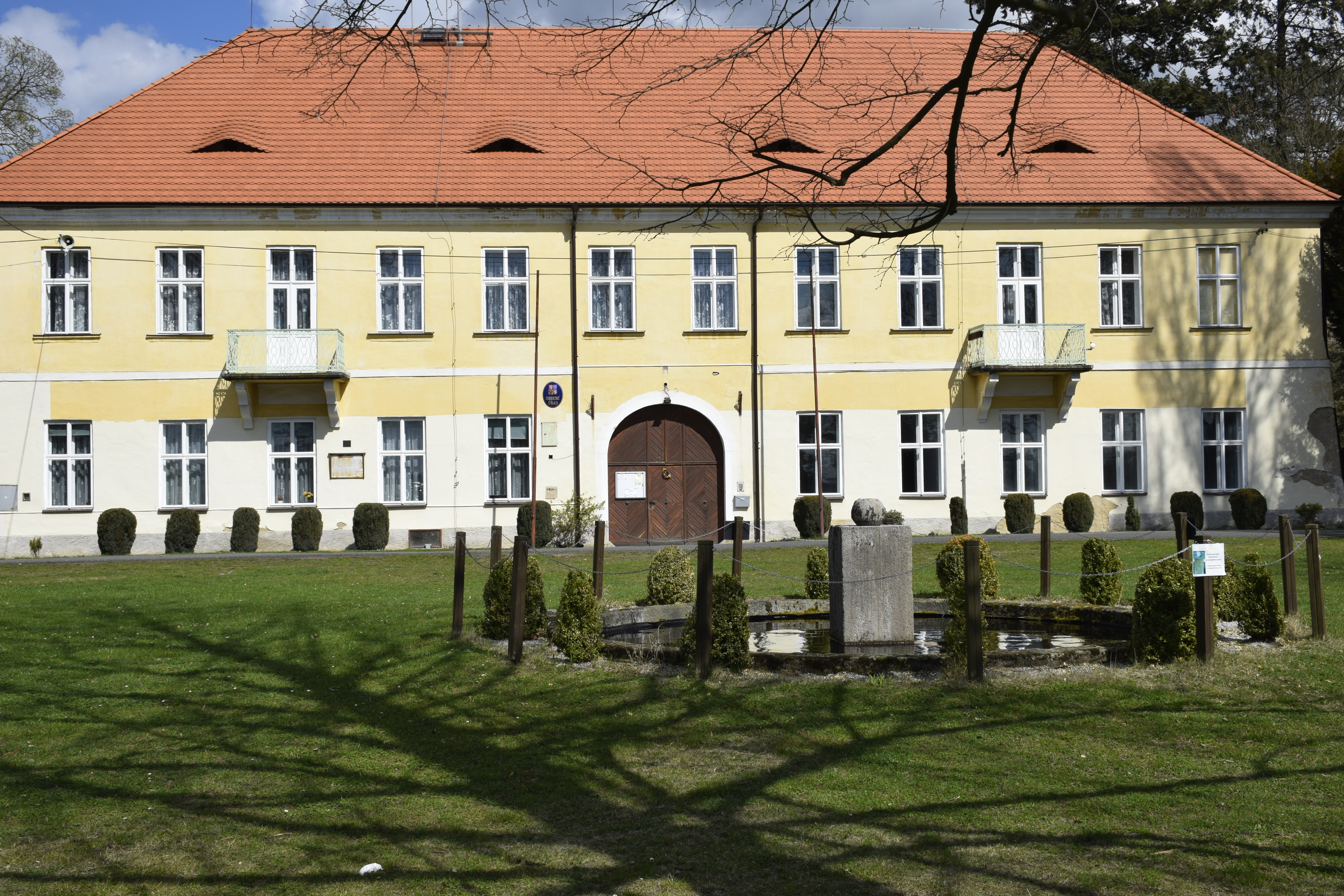
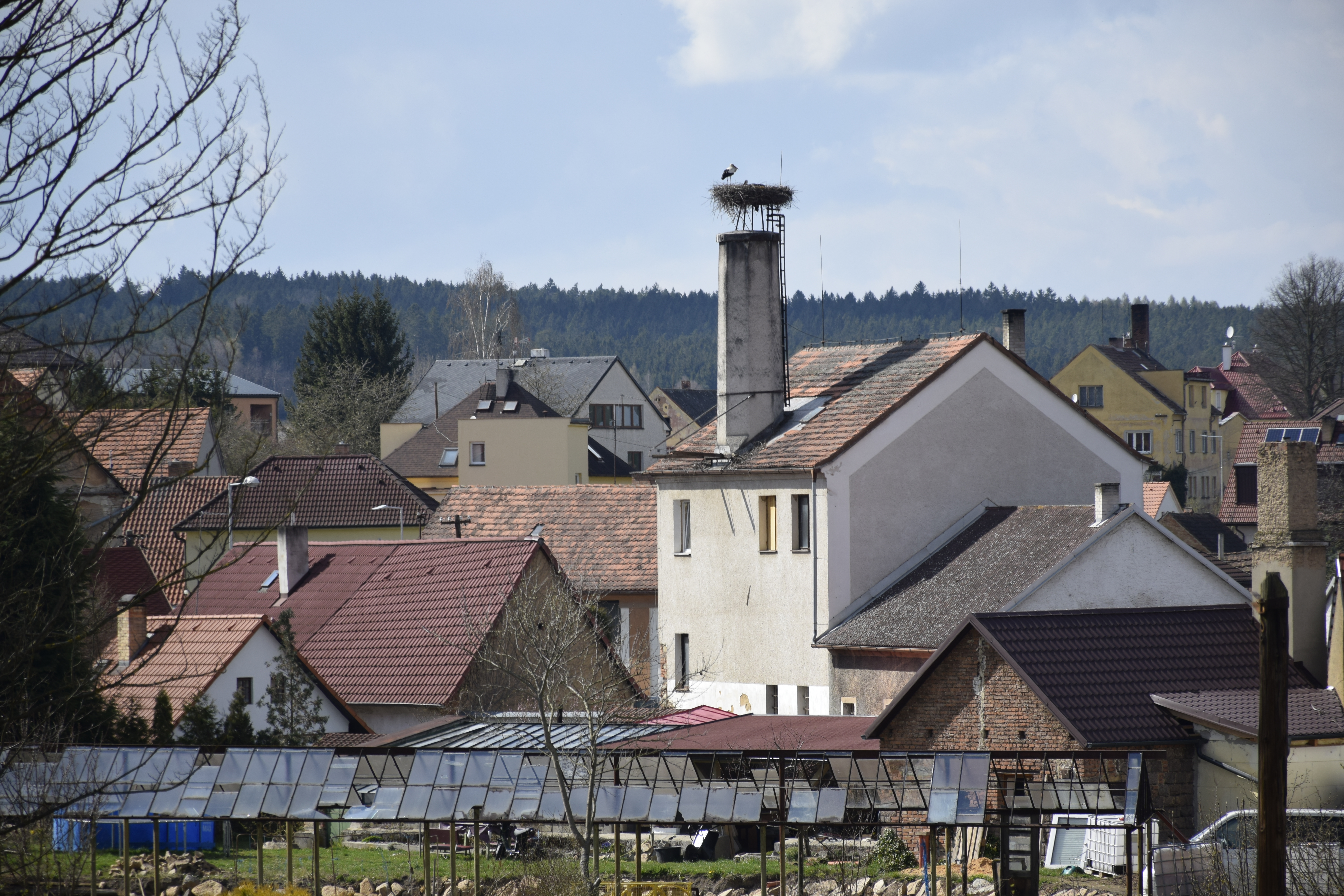